# Cerca de ti Tour
El artista de Linares (Raphael) deslumbró con la gira Cerca de ti, un espectáculo revelador que mostró todo su torrente expresivo en estado puro, a piano y voz, al natural. A pesar de su fuerza, este concepto dejaba fuera del repertorio muchas piezas de difícil adaptación. En 2007, Raphael presentó Más cerca de ti, un nuevo ejercicio retrospectivo que amplía las posibilidades de interpretación con una formación de siete músicos, sin perder el tono intimista que planteaba su aventura previa. Los nuevos arreglos no fueron la única novedad, ya que al margen de otras sorpresas, el cantante estrenó temas totalmente inéditos.